# 좀비 인식의 달

좀비 인식의 달에 사용하는 회색 리본

좀비 인식의 달은 좀비와 향후 좀비 아포칼립스의 가능성에 대한 인식을 가지게 하는 캠페인이다. 이 캠페인은 2007년 설립한 삶과 죽음에 대한 역사적, 문화적, 과학적 연구 단체인 좀비 연구 학회(ZRS)의 자금을 지원받아 시작했다. ZRS에 따르면 좀비 인식의 달의 주요 목적은 미래의 좀비 전염병을 가정하여 원인을 분석하고 예방 및 준비를 하며 사람들을 교육시킨다는 것이다.

## 시기

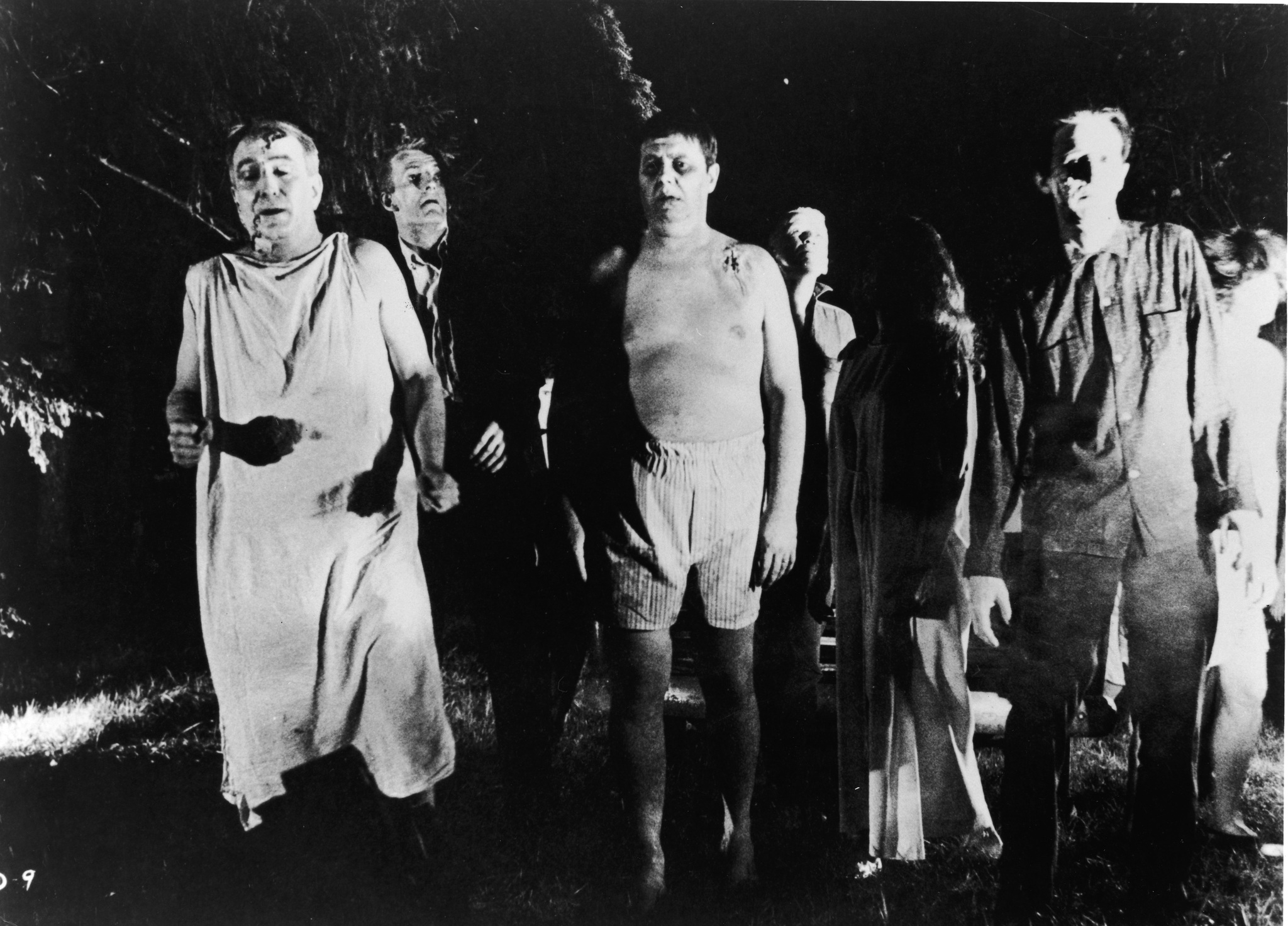
"살아있는 시체들의 밤" 영화에 나오는 좀비의 모습.

이 캠페인은 매년 5월 1일부터 5월 31일까지로 이 달은 유명한 좀비 영화인 조지 A. 로메로의 살아있는 시체들의 밤이 개봉한 달이다. 또한, 봄이 가져오는 희망, 새로움, 낙관의 의미가 좀비 아포칼립스의 어둠에 대비를 하게 한다는 의미를 가지기도 한다. 문화적인 추세에도 불구하고, 좀비는 마녀, 구울, 뱀파이어를 포함하는 할로윈 기반의 전통에 속해 있지 않기 때문에 10월에는 좀비 인식의 달을 열지 않는다. 그러나, 2012년 미국 미국 질병통제예방센터는 10월을 좀비 인식의 달로 정해두었다.